# Harald Seifert
Harald Seifert (Quedlinburg, 20 settembre 1953) è un bobbista tedesco.

## Biografia
Viene ricordato come vincitore di una medaglia d'oro nella sua disciplina, vittoria ottenuta ai campionati mondiali del 1978 (edizione tenutasi a Lake Placid, Stati Uniti d'America) insieme ai suoi connazionali Horst Schönau, Horst Bernhardt e Bogdan Musiol
Nell'edizione l'argento andò alla nazionale svizzera il bronzo all'altra nazionale tedesca. Partecipò anche alle olimpiadi invernali del 1976.